# Milton Setrini
Milton Setrini, également connu sous le nom de Carioquinha, né le 3 janvier 1951, à São Paulo, au Brésil, est un ancien joueur et entraîneur brésilien de basket-ball. Il évolue durant sa carrière au poste d'arrière.

## Palmarès
- 3e du championnat du monde 1978
- Champion des Amériques, 1984
- Vainqueur des Jeux panaméricains de 1971
- Finaliste des Jeux panaméricains de 1983
- 3e des Jeux panaméricains de 1975 et 1979